# Loona (nhóm nhạc)
Loona (tiếng Hàn: 이달의 소녀; tiếng Nhật: 今月の少女; tiếng Trung: 本月少女; Romaja quốc ngữ: Idalui Sonyeo; Rōmaji: Kongetsu no Shōjo; Bính âm: Běn yuè shào nǚ; dịch nguyên văn: "Girl of the Month - Cô gái của tháng"; thường được viết cách điệu là LOONA' hoặc LOOΠΔ) là một nhóm nhạc nữ Hàn Quốc gồm 12 thành viên được thành lập và được quản lý bởi Blockberry Creative, công ty con của Polaris Entertainment. Nhóm được hình thành qua một dự án trước khi ra mắt bắt đầu từ tháng 10 năm 2016, trong đó từng thành viên lần lượt phát hành một đĩa đơn quảng bá trong vòng 18 tháng. Từ tháng 6 năm 2022 đến giữa năm 2023, các thành viên lần lượt thắng kiện và kết thúc hợp đồng độc quyền với Blockberry Creative. Tuy nhiên, vẫn chưa có thông báo nhóm tan rã từ phía công ty chủ quản cũ  Loona có ba nhóm nhỏ: Loona 1/3, Loona Odd Eye Circle và Loona yyxy. Nhóm chính thức ra mắt vào năm 2018 với mini-album [+ +] cũng như hai đĩa đơn "favOriTe" và "Hi High."
Vào ngày 22/06/2022, truyền thông Hàn đưa tin thành viên Chuu đã đệ đơn kiện lên toà án nhằm kết thúc hợp đồng độc quyền với công ty Blockberry Creative. Cô cũng không tham gia World tour cùng các thành viên LOONA. Tháng 1 năm 2023, các thành viên HeeJin, Kim Lip, JinSoul và Choerry thắng kiện công ty. Ngày 9 tháng 5 năm 2023, thành viên Kim Hyunjin và ViVi thắng kiện công ty. Ngày 16 tháng 6 năm 2023, 5 thành viên còn lại HaSeul, YeoJin, Yves, Go Won và Olivia Hye thắng kiện công ty. Sau đó, Heejin, Haseul, Kim Lip, Jinsoul, Choerry gia nhập MODHAUS và ra mắt dưới tên gọi mới ARTMS; Hyunjin, Yeojin, Vivi, Gowon, Olivia Hye (đổi lại nghệ danh thành Hyeju) gia nhập CTDENM và ra mắt Loossemble; Chuu hoạt động độc lập dưới ATRP; Yves hoạt động độc lập dưới Paix Per Mil.

## Tên gọi
Tên tiếng Anh của nhóm "LOONA" được đặt bằng cách sử dụng các phụ âm của tên tiếng Hàn "이달의 소녀" (ㅇㄷㅇㅅㄴ). Nếu sắp xếp các phụ âm theo thứ tự "ㄴㅇㅇㄷㅅ" thì có thể thấy được cách viết của "ㄴㅇㅇㄷㅅ" và "LOONA" tương đối giống nhau.
Ngày 10 tháng 7 năm 2018, LOONA chính thức công bố tên fandom của nhóm là ORBIT (nghĩa là quỹ đạo của một thiên thể này quay quanh một thiên thể khác, của một hành tinh với một ngôi sao). LOONA đại diện cho mặt trăng và ORBIT chính là con đường đưa LOONA đi vòng quanh thế giới.

## Lịch sử

### 2016–2017: Dự án trước khi ra mắt vàMix Nine
Ngày 2 tháng 10 năm 2016, Blockberry Creative thông báo qua Naver về việc họ sẽ cho ra mắt nhóm nhạc nữ đầu tiên của mình thông qua một dự án kéo dài 18 tháng. Vào mỗi tháng, bắt đầu từ tháng 10 năm 2016 (trừ tháng 2, 3, 8 và 9 năm 2017; tháng 2, 4, 6, 7 năm 2018 vì đây là thời gian nhóm quảng bá 3 nhóm nhỏ LOOΠΔ 1/3, LOOΠΔ/ODD EYE CIRCLE, LOOΠΔ/yyxy), một thành viên mới sẽ được tiết lộ và cho phát hành một đĩa đơn gồm một ca khúc solo và một hoặc nhiều bài hát khác cùng với các thành viên đã được giới thiệu trước đó. Bài hát nào cũng sẽ được phát hành cùng với một video âm nhạc. Dự án này sẽ kéo dài trong vòng hơn một năm, và đến khi dự án kết thúc, cả 12 cô gái sẽ ra mắt với tư cách là một nhóm nhạc 12 thành viên.
Từ tháng 10 năm 2016 đến tháng 1 năm 2017, bốn thành viên: Heejin, Hyunjin, Haseul và Yeojin lần lượt được tiết lộ và phát hành một album solo. Nhóm nhỏ đầu tiên mang tên LOONA 1/3 đã được giới thiệu bao gồm Heejin, Hyunjin, Haseul và một thành viên mới ViVi. Bốn thành viên đã phát hành đĩa mở rộng Love & Live và đĩa đơn cùng tên vào ngày 13 tháng 3. Nhóm nhỏ bắt đầu quảng bá từ ngày 12 tháng 3 trên Inkigayo của đài SBS. Họ cũng phát hành tái bản của đĩa mở rộng với tiêu đề Love & Evil vào ngày 27 tháng 4.
Từ tháng 4 năm 2017 đến tháng 7 năm 2017, các thành viên Vivi, Kim Lip, Jinsoul và Choerry lần lượt phát hành album solo của họ.
Tháng 9 năm 2017, ba thành viên Heejin, Hyunjin và Haseul tham gia thử giọng cho chương trình truyền hình thực tế Mix Nine của đài JTBC. Heejin và Hyunjin đã vượt qua vòng thử giọng để tham gia chương trình. Trong đêm chung kết, Hyunjin xếp thứ 18 và Heejin xếp thứ 4.
Nhóm nhỏ thứ hai Loona Odd Eye Circle bao gồm Jinsoul, Kim Lip và Choerry phát hành đĩa mở rộng Mix & Match vào ngày 21 tháng 9 năm 2017 và bắt đầu quảng bá trên M Countdown của Mnet. Phiên bản tiếng Anh "Loonatic" được phát hành vào ngày 23 tháng 10. Ngày 31 tháng 10, họ phát hành tái bản có tựa đề Max & Match, trong đó có thêm 3 ca khúc mới.
Từ tháng 11 năm 2017 đến tháng 1 năm 2018, album solo của các thành viên mới Yves, Chuu và Go won lần lượt được phát hành theo mỗi tháng. Vào tháng 3 năm 2018, họ phát hành album cho thành viên cuối cùng, Olivia Hye. Ngày 30 tháng 5, nhóm nhỏ thứ ba mang tên Loona yyxy ra mắt với đĩa mở rộng Beauty & the Beat. Đĩa đơn "love4eva" với sự tham gia của nhạc sĩ người Canada, Grimes cũng được phát hành cùng ngày với một video âm nhạc kèm theo.

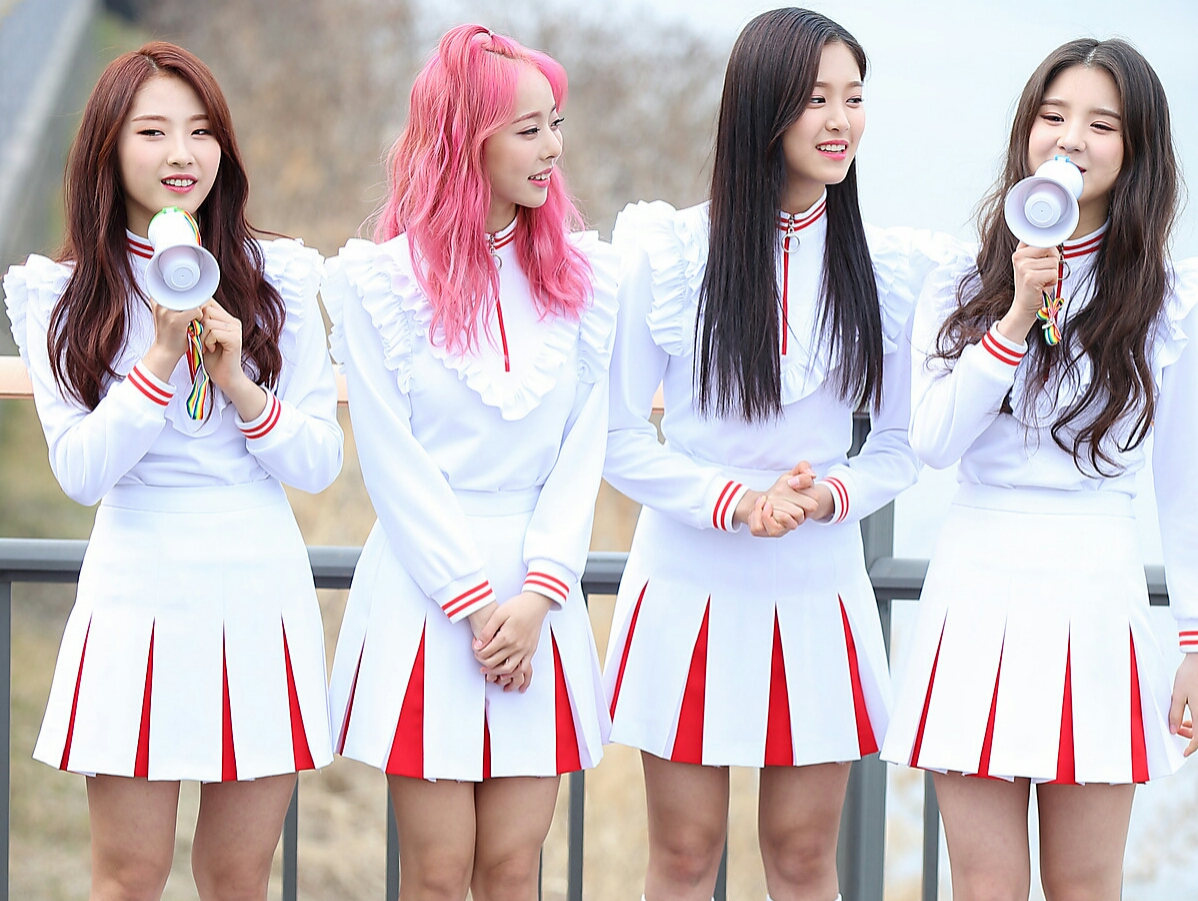
Loona 1/3 vào tháng 3 năm 2017
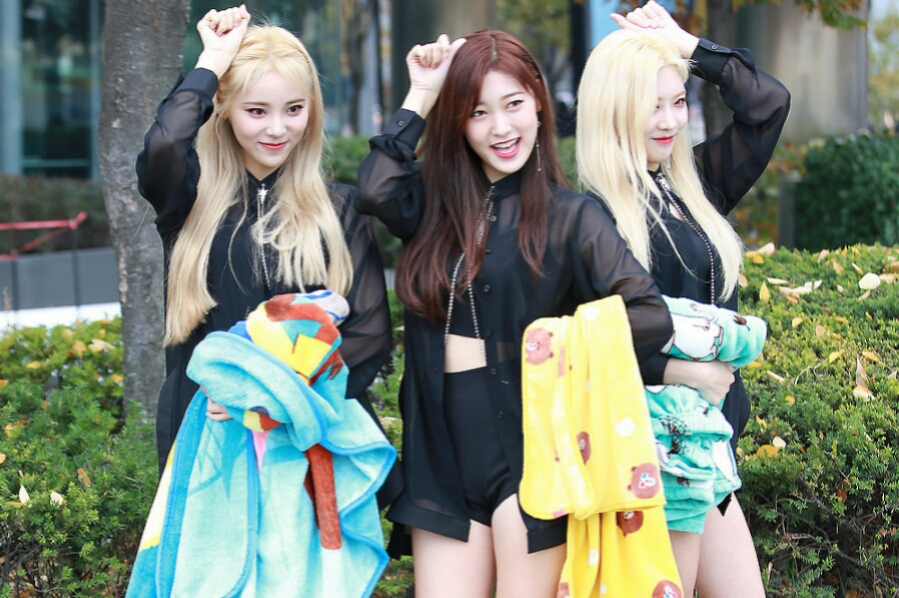
Loona Odd Eye Circle vào tháng 11 năm 2017
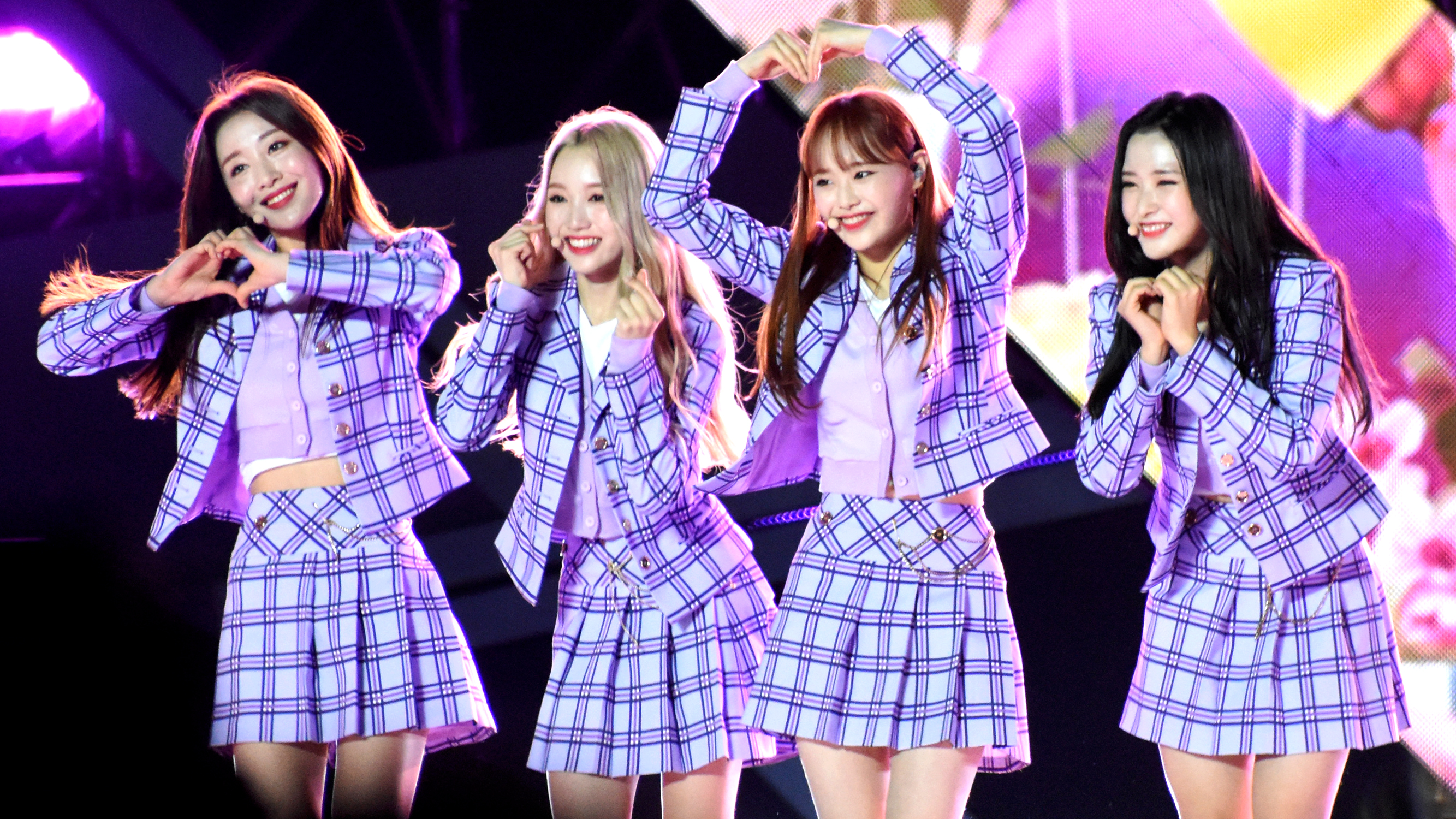
Loona yyxy vào tháng 9 năm 2018

### 2018 – 2019: Ra mắt và 3 lần trở lại

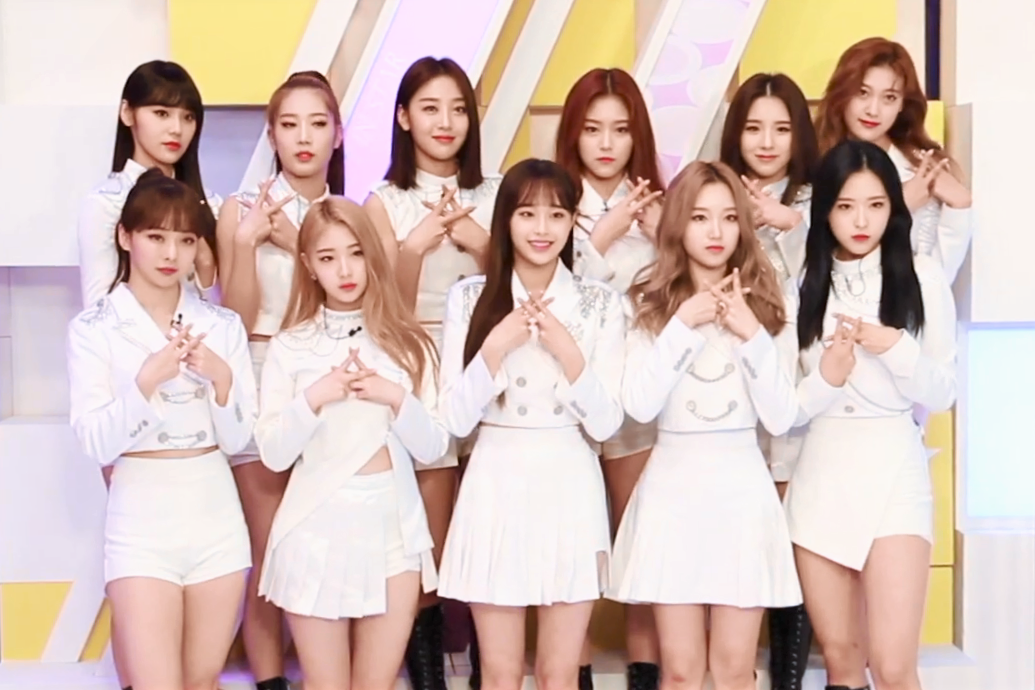
LOONA vào tháng 2 năm 2020

Ngày 18 tháng 7 năm 2018, LOONA thông báo nhóm sẽ tổ chức concert đầu tiên với tựa đề LOOΠΔ birth vào ngày 19 tháng 8 năm 2018. Ngày 7 tháng 8, nhóm phát hành đĩa đơn "favOriTe" với đầy đủ 12 thành viên để chuẩn bị cho màn ra mắt sắp tới. Đĩa mở rộng [+ +] (đọc là plus plus) được phát hành vào ngày 20 tháng 8 năm 2018 cùng với đĩa đơn thứ hai "Hi High".
[+ +] đã được tái bản với tên gọi [X X] (đọc là multiple multiple) vào ngày 19 tháng 2 năm 2019 với 6 bài hát bổ sung, trong đó có ca khúc chủ đề "Butterfly". Ngày 17 tháng 8 năm 2019, LOONA lần đầu tiên biểu diễn tại Mỹ trong sự kiện KCON 2019 ở Los Angeles. Ngày 23 tháng 12 năm 2019, nhóm phát hành đĩa đơn "365".

### 2020: Haseul tạm ngưng hoạt động, 2 lần trở lại và ra mắt MV "Star"
Ngày 7 tháng 1 năm 2020, Blockberry Creative thông báo Haseul sẽ không tham gia hoạt động quảng bá cho album sắp tới của LOONA vì lí do sức khỏe. Ngày 5 tháng 2 năm 2020, Loona phát hành mini-album thứ hai [#] cùng ca khúc chủ đề "So What". Mặc dù không xuất hiện trong bài hát chủ đề, Haseul đã góp giọng trong ba bài hát khác của album. Ngày 12 tháng 3 năm 2020, LOONA giành được chiến thắng 
đầu tiên trong sự nghiệp với "So What" tại chương trình âm nhạc hàng tuần M Countdown..
Ngày 19 tháng 10 năm 2020, nhóm trở lại với mini album [12:00], sau 1 tuần, nhóm phát hành MV Star- bản tiếng Anh của b-side Voice. Hai bài hát nhanh chóng được khán giả đón nhận một cách tích cực.

### 2021: Haseul trở lại và comeback mini album "[&]", 4 thành viên LOONA ra mắt MV "Not Friends" và nhóm debut tại Nhật Bản
Ngày 28 tháng 6 năm 2021, cùng với sự trở lại của Haseul, nhóm đã cho ra mắt mini album "[&]" với title track là "PTT (Paint The Town)".  Ngày 6 tháng 7 năm 2021, LOONA lần đầu giành chiến thắng cho PTT (Paint The Town) trong đợt quảng bá lần này trước 2 đối thủ là Brave Girls và DRIPPIN. Đây là chiếc cúp thứ 2 trong sự nghiệp của nhóm và lần đầu nhóm được hưởng niềm vui chiến thắng với trọn vẹn 12 thành viên trên sân khấu.
Ngày 3 tháng 9 năm 2021, Yves, Jinsoul, Kim Lip và Heejin ra mắt MV "Not Friends" kết hợp cùng với producer Ryan Jhun.
Ngày 15 tháng 9 năm 2021, LOONA chính thức debut tại Nhật Bản với đĩa đơn kỹ thuật số "HULA HOOP/Starseed~Kakusei" với 2 title track là "HULA HOOP và "Starseed~Kakusei". Ngày 15 tháng 10 năm 2021, LOONA đã ra mắt MV "HULA HOOP" trên kênh YouTube chính thức.

### 2022: Tham gia Queendom 2 và trở lại với Summer Special Mini Album "[Flip That]"
Ngày 31 tháng 3 năm 2022, Loona đã có mặt tại Queendom 2 cùng với 5 nghệ sĩ Hyolyn, Brave Girls, WJSN, Kep1er và VIVIZ. Trong đêm chung kết, LOONA đã giành được vị trí Á quân trong chương trình.
Ngày 20 tháng 6 năm 2022, LOONA đã trở lại với Summer Special Mini Album "[Flip That]" với ca khúc chủ đề cùng tên.

## Thành viên
- Chú thích: In đậm là nhóm trưởng
- Lưu ý: 
  - Các thành viên chấm dứt hợp đồng với BlockBerry Creative nhưng vẫn sẽ là thành viên của LOONA
  - Thứ tự thành viên được sắp xếp theo thứ tự ra mắt

| Nghệ danh           | Nghệ danh  | Nghệ danh  | Tên khai sinh | Tên khai sinh | Tên khai sinh    | Tên khai sinh | Tên khai sinh   | Đại diện   | Đại diện   | Đại diện     | Ngày sinh         | Nơi sinh                        | Quốc tịch | Nhóm nhỏ       |
| Latinh              | Hangul     | Kana       | Latinh        | Hangul        | Kana             | Hanja         | Hán-Việt        | Màu        | Con vật    | Tháng ra mắt | Ngày sinh         | Nơi sinh                        | Quốc tịch | Nhóm nhỏ       |
| Thành viên hiện tại |            |            |               |               |                  |               |                 |            |            |              |                   |                                 |           |                |
| HeeJin              | 희진       | ヒジン     | Jeon Hee-jin  | 전희진        | チョン・ヒジン   | 田姬振        | Điền Cơ Chẩn    | Hồng sáng  | Thỏ        | Tháng 10     | 19 tháng 10, 2000 | Daejeon, Hàn Quốc               | Hàn Quốc  | 1/3            |
| HeeJin              | 희진       | ヒジン     | Jeon Hee-jin  | 전희진        | チョン・ヒジン   | 田姬振        | Điền Cơ Chẩn    | Hồng sáng  | Thỏ        | Tháng 10     | 19 tháng 10, 2000 | Daejeon, Hàn Quốc               | Hàn Quốc  | ARTMS          |
| HyunJin             | 현진       | ヒョンジン | Kim Hyeon-jin | 김현진        | キム・ヒョンジン | 金賢眞        | Kim Hiền Trân   | Vàng       | Mèo        | Tháng 11     | 15 tháng 11, 2000 | Sillim-dong, Seoul, Hàn Quốc    | Hàn Quốc  | 1/3            |
| HaSeul              | 하슬       | ハスル     | Jo Ha-seul    | 조하슬        | チョ・ハスル     | 赵夏瑟        | Triệu Hạ Sắt    | Xanh lá    | Chim trắng | Tháng 12     | 18 tháng 8, 1997  | Suncheon, Hàn Quốc              | Hàn Quốc  | ARTMS          |
| YeoJin              | 여진       | ヨジン     | Im Yeo-jin    | 임여진        | イム・ヨジン     | 林汝眞        | Lâm Nhữ Trân    | Cam        | Ếch        | Tháng 1      | 11 tháng 11, 2002 | Dobong-gu, Seoul, Hàn Quốc      | Hàn Quốc  | 1/3            |
| ViVi                | 비비       | ビビ       | Wong Gaa Hei  | 웡가헤이      | ウォン・ガヘイ   | 黃珈熙        | Hoàng Gia Hy    | Hồng phấn  | Nai        | Tháng 4      | 9 tháng 12, 1996  | Đồn Môn, Hồng Kông              | Hồng Kông | 1/3            |
| ViVi                | 비비       | ビビ       | Viian Wong    | 비엔 웡       | ウォン・ガヘイ   | 黃珈熙        | Hoàng Gia Hy    | Hồng phấn  | Nai        | Tháng 4      | 9 tháng 12, 1996  | Đồn Môn, Hồng Kông              | Hồng Kông | 1/3            |
| Kim Lip             | 김립       | キムリプ   | Kim Jeong-eun | 김정은        | キム・ジョンウン | 金定恩        | Kim Định Ân     | Đỏ         | Cú         | Tháng 5      | 10 tháng 2, 1999  | Cheongju, Hàn Quốc              | Hàn Quốc  | ODD EYE CIRCLE |
| Kim Lip             | 김립       | キムリプ   | Kim Jeong-eun | 김정은        | キム・ジョンウン | 金定恩        | Kim Định Ân     | Đỏ         | Cú         | Tháng 5      | 10 tháng 2, 1999  | Cheongju, Hàn Quốc              | Hàn Quốc  | ARTMS          |
| JinSoul             | 진솔       | ジンソル   | Jeong Jin-sol | 정진솔        | チョン・ジンソル | 鄭眞率        | Trịnh Trân Suất | Xanh dương | Cá đá Xiêm | Tháng 6      | 13 tháng 6, 1997  | Dongdaemun-gu, Seoul, Hàn Quốc  | Hàn Quốc  | ODD EYE CIRCLE |
| JinSoul             | 진솔       | ジンソル   | Jeong Jin-sol | 정진솔        | チョン・ジンソル | 鄭眞率        | Trịnh Trân Suất | Xanh dương | Cá đá Xiêm | Tháng 6      | 13 tháng 6, 1997  | Dongdaemun-gu, Seoul, Hàn Quốc  | Hàn Quốc  | ARTMS          |
| Choerry             | 최리       | チェリ     | Choi Ye-rim   | 최예림        | チェ・イェリム   | 崔𣫙冧        | Thôi Duệ Lâm    | Tím        | Dơi        | Tháng 7      | 4 tháng 6, 2001   | Bucheon, Hàn Quốc               | Hàn Quốc  | ODD EYE CIRCLE |
| Choerry             | 최리       | チェリ     | Choi Ye-rim   | 최예림        | チェ・イェリム   | 崔𣫙冧        | Thôi Duệ Lâm    | Tím        | Dơi        | Tháng 7      | 4 tháng 6, 2001   | Bucheon, Hàn Quốc               | Hàn Quốc  | ARTMS          |
| Yves                | 이브       | イブ       | Ha Su-yeong   | 하수영        | ハ・スヨン       | 河秀映        | Hà Tú Ánh       | Đỏ rượu    | Thiên nga  | Tháng 11     | 24 tháng 5, 1997  | Busan, Hàn Quốc                 | Hàn Quốc  | yyxy           |
| Go Won              | 고원       | コウォン   | Park Chae-won | 박채원        | パク・チェウォン | 朴彩嫚        | Phác Thái Mạn   | Ngọc lam   | Bướm       | Tháng 1      | 19 tháng 11, 2000 | Yeongjong-do, Incheon, Hàn Quốc | Hàn Quốc  | yyxy           |
| Olivia Hye          | 올리비아혜 | オリビアヘ | Son Hye-ju    | 손혜주        | ソン・ヘジュ     | 孫慧舟        | Tôn Tuệ Chu     | Xám        | Sói        | Tháng 3      | 13 tháng 11, 2001 | Uijeongbu, Hàn Quốc             | Hàn Quốc  | yyxy           |
| Cựu thành viên      |            |            |               |               |                  |               |                 |            |            |              |                   |                                 |           |                |
| Chuu                | 츄         | チュウ     | Kim Ji-woo    | 김지우        | キム・ジウ       | 金智雨        | Kim Trí Vũ      | Đào        | Cánh cụt   | Tháng 12     | 20 tháng 10, 1999 | Cheongju, Hàn Quốc              | Hàn Quốc  | yyxy           |

### Nhóm nhỏ
- LOOΠΔ 1/3 (이달의 소녀 1/3) – Vivi, Haseul (Trưởng nhóm), Heejin, Hyunjin (Maknae), YeoJin (đại diện cho dấu "/").
- LOOΠΔ/ODD EYE CIRCLE (이달의 소녀 오드아이써클) – Jinsoul, Kim Lip (trưởng nhóm), Choerry (Maknae)
- LOOΠΔ/yyxy (이달의 소녀 yyxy, youth youth by young) – Yves (Trưởng nhóm), Go Won, Olivia Hye (Maknae). *Cựu thành viên: Chuu

## Danh sách phim

### Chương trình thực tế
| Năm      | Tên                  | Thành viên              | Chú thích |
| -------- | -------------------- | ----------------------- | --------- |
| 2016-nay | LOOΠΔ TV             | Cả nhóm                 | 700+ tập  |
| 2017     | Mix Nine             | Haseul, Heejin, Hyunjin | 14 tập    |
| 2019     | The Gashinas         | Yves                    |           |
| 2020     | Show! Music Core     | Heejin                  | Tập 704   |
| 2020     | Music Bank           | Heejin                  | Tập 1056  |
| 2020     | LOONA THE TAM        | Cả nhóm                 | 5 tập     |
| 2020     | LOONA THE TAM 2      | Cả nhóm                 | 4 tập     |
| 2020     | Running Girls        | Chuu                    | 4 tập     |
| 2021     | Street Woman Fighter | Yves                    | Tập 5     |
| 2022     | Queendom 2           | Cả nhóm                 |           |

### Drama
| Năm  | Kênh                  | Tên                         | Thành viên | Chú thích |
| ---- | --------------------- | --------------------------- | --- | --------- |
| 2017 | —                     | First Love Story (Woomanna) | Haseul, Heejin, Hyunjin (dàn nhân vật chính phần 1, 2) Vivi, Yeojin (dàn nhân vật khách mời phần 1, 2) Kim Lip, Jinsoul, Choerry (dàn nhân vật chính phần 3) | Web Drama |
| 2019 | tvN D STORY (Youtube) | Dating Class                | Chuu trong vai Han Eunsol (nhân vật chính) | Web Drama |

## Quảng cáo
Vào ngày 19 tháng 11 năm 2017, Blockberry Creative thông báo rằng LOONA đã trở thành người mẫu cho thương hiệu mỹ phẩm Innisfree. Nhóm sẽ được xuất hiện trong một số quảng cáo của Innisfree cũng như tạp chí HighCut hàng tháng.

## Giải thưởng và đề cử

### Lễ trao giải
| Năm  | Lễ trao giải                 | Hạng mục                               | Đề cử cho | Kết quả   | Chú thích |
| ---- | ---------------------------- | -------------------------------------- | --------- | --------- | --------- |
| 2018 | Asia Artist Awards           | Most Popular Artists (Singer) – Top 50 | Loona     | Đề cử     |           |
| 2019 | Asia Artist Awards           | Popularity Award (Girl group)          | Loona     | Đoạt giải |           |
| 2019 | Asia Artist Awards           | Focus Award (Singer)                   | Loona     | Đoạt giải |           |
| 2019 | BreakTudo Awards             | K-pop Female Group                     | Loona     | Đề cử     | [ 28 ]    |
| 2019 | Golden Disc Awards           | Rookie Artist Award                    | Loona     | Đề cử     |           |
| 2019 | Golden Disc Awards           | Popularity Award                       | Loona     | Đề cử     |           |
| 2018 | Genie Music Awards           | The Top Artist                         | Loona     | Đề cử     | [ 29 ]    |
| 2018 | Genie Music Awards           | The Female New Artist                  | Loona     | Đề cử     | [ 29 ]    |
| 2018 | Genie Music Awards           | Genie Music Popularity Award           | Loona     | Đề cử     | [ 29 ]    |
| 2019 | Genie Music Awards           | The Top Artist                         | Loona     | Đề cử     | [ 30 ]    |
| 2019 | Genie Music Awards           | The Female New Artist                  | Loona     | Đề cử     | [ 30 ]    |
| 2019 | Genie Music Awards           | Genie Music Popularity Award           | Loona     | Đề cử     | [ 30 ]    |
| 2019 | Genie Music Awards           | Global Popularity Award                | Loona     | Đề cử     | [ 30 ]    |
| 2019 | Korea First Brand Awards     | Most Anticipated Female Rookie Idol    | Loona     | Đoạt giải | [ 31 ]    |
| 2018 | Melon Music Awards           | Best New Artist (Female)               | Loona     | Đề cử     |           |
| 2018 | Mnet Asian Music Awards      | Best New Female Artist                 | Loona     | Đề cử     |           |
| 2018 | Mnet Asian Music Awards      | Artist of the Year                     | Loona     | Đề cử     |           |
| 2019 | MTN Ad Festival Awards       | Commercial Star Rookie                 | Loona     | Đoạt giải | [ 32 ]    |
| 2018 | MTV Europe Music Awards      | Best Korean Act                        | Loona     | Đoạt giải |           |
| 2019 | Seoul Music Awards           | New Artist Award                       | Loona     | Đề cử     |           |
| 2019 | Seoul Music Awards           | Popularity Award                       | Loona     | Đề cử     |           |
| 2019 | Seoul Music Awards           | Hallyu Special Award                   | Loona     | Đề cử     |           |
| 2019 | Soribada Best K-Music Awards | Performance Award                      | Loona     | Đoạt giải |           |

## Chương trình âm nhạc

### The Show
| Năm  | Ngày       | Bài hát                | Điểm |
| ---- | ---------- | ---------------------- | ---- |
| 2021 | 6 tháng 7  | "PTT (Paint The Town)" | 5810 |
| 2022 | 28 tháng 6 | "Flip That"            | 8200 |

### Show Champion
| Năm  | Ngày       | Bài hát     | Điểm |
| ---- | ---------- | ----------- | ---- |
| 2022 | 29 tháng 6 | "Flip That" | 5439 |

### M Countdown
| Năm  | Ngày       | Bài hát   | Điểm |
| ---- | ---------- | --------- | ---- |
| 2020 | 12 tháng 3 | "So What" | 8075 |